# Frank Corcoran
Frank Corcoran (* 1. Mai 1944 in Borrisokane, Grafschaft Tipperary), genannt auch Francis Borgia Corcoran, ist ein irischer Komponist.

## Biografie
Corcoran studierte Komposition in Dublin, Maynooth (1961–4), Rom (1967–9) und in Berlin (1969–71), wo er Schüler von Boris Blacher war. Von 1971 bis 1979 arbeitete er als Schulmusikinspektor für das irische Bildungsministerium. Anschließend war er Stipendiat des Berliner Künstlerprogramms des DAAD (1980–1). Er unterrichtete Komposition in Berlin (1981) und Stuttgart (1982), bevor er von 1983 bis 2008 Professor für Kompositionslehre und Musiktheorie an der Hochschule für Musik und Theater in Hamburg war. Corcoran war ferner Visiting Professor und Fulbright Scholar an der University of Wisconsin–Milwaukee (USA, 1989/90) sowie Gastdozent am California Institute of the Arts (CalArts), Harvard University, Princeton University, Boston College, New York University und Indiana University.
Frank Corcoran ist seit 1983 Gründungsmitglied der irischen Künstlerkademie Aosdána und wurde vielfach für sein Werk ausgezeichnet.
Corcoran lebt in Deutschland und Italien.

## Musikschaffen
Corcorans kompositorisches Schaffen umfasst vier Sinfonien, Kammermusik, Vokalmusik und Tonbandstücke. In den späten 1970er-Jahren entwickelte er mit dem "macro-counterpoint" seinen kompositorischen Ansatz. Angelehnt an ähnliche aleatorische Konzepte etwa von Witold Lutosławski und György Ligeti, geht es dabei um die kontrapunktische Behandlung von Klangschichten und weniger um vertikale Intervallbeziehungen wie im klassischen Kontrapunkt. Die erste Komposition, in der dies Technik zum Einsatz kam, war das Klaviertrio von 1978. Hier formt jedes der drei Instrumente eine unabhängige Klangschicht, in der es sich in individuellen Tempi, Taktarten und Taktanzahl bewegt. Die einzelnen Stimmen bleiben dabei transparent nachvollziehbar. An bestimmten Punkten in der Partitur werden die Musiker aufgefordert, kurz zu warten, bis alle ihren Part zu Ende gespielt haben, um dann wieder gemeinsam einzusetzen.
Die starke Identifizierung des Komponisten mit seiner irischen Heimat hat zu zahlreichen Werken geführt, die durch irische Mythologie und moderne irische Literatur beeinflusst sind. So verarbeitete er in einer Reihe von Werken zwischen 1996 und 2003 die Legende des "Mad Sweeney" (altirisch "Buile Shuibhne"), eines frühmittelalterlichen Königs aus dem Norden des Landes, der als Folge eines Konflikts mit einem irischen Heiligen und einer Schlacht im 7. Jahrhundert geisteskrank geworden und wie ein Vogel in den Baumwipfeln gelebt haben soll. Viele weitere Werke während seiner gesamten Schaffenszeit verarbeiten auf vielfältige Weise irische Erfahrungen, wie etwa das Chorwerk Nine Medieval Irish Epigrams (1973) oder das Schlagzeugstück Music for the Book of Kells (1990). Andere Werke beschäftigen sich mit Texten und Einflüssen irischer Schriftsteller wie James Joyce, Samuel Beckett, Gabriel Rosenstock und Seamus Heaney.
In einer anderen Werkgruppe mit Titeln, die auf dem Wort "Quasi ..." beginnen, spielt er seit 1999 mit Interpretationen musikalischer Formen und Ausdrücke, wie Concertino, Lamento, Fuga, Sarabanda, Pizzicato. Diese sind für ihn dabei gleichzeitig Inspiration wie kreatives Rohmaterial.

## Auszeichnungen
- Feis Ceoil Prize, 1973
- Varming Prize, 1974
- Dublin Symphony Orchestra Prize, 1975
- Studio Akustische Kunst, WDR Köln, 1995 (for Joycepeak-Musik)
- Bourges International Electro-acoustic Music Competition, 1999 (für Sweeney's Vision)
- EMS Prize, Stockholm, 2002 (für Quasi una missa)
- Sean Ó Riada Memorial Prize des Cork International Choral Festivals, 2011
- First Prize Outright der International Foundation for Choral Music, 2013 (für 8 Haikus)

## Ausgewählte Werke
Orchester
- Symphony No. 1 (1980)
- Symphony No. 2 (1981)
- Concerto for String Orchestra (1982)
- Symphony No. 3 (1994)
- Mikrokosmoi (1994)
- Symphony No. 4 (1996)
- Quasi un canto (2002)
- Quasi un concertino (2003)
- Quasi una visione (2004)
- Quasi una fuga (2005)
- Variations on Myself (2011), Kammerorchester
- Cellokonzert (2014)

Kammermusik
- Bläserquintett Nr. 2 (1978)
- Klaviertrio (1978), Violine, Cello, Klavier
- Shadows of Gilgamesh (1988), Flöte, Oboe, Klarinette, Horn, Trompete, Posaune, Percussion, Klavier, Violine, Viola, Cello, Kontrabass
- Music for the Book of Kells (1990), 5 Schlagzeuger, Klavier
- Four Concertini of Ice (1993), Flöte, Oboe, Klarinette, Horn, Violine, Cello, Kontrabass, Percussion
- Trauerfelder (1995), 4 Schlagzeuger
- Bläserquintett Nr. 3 (1999)
- Sweeney's Smithereens (2000), Flöte, Piccolo, Klarinette/Bass-Klarinette, Schlagzeug, Klavier, Violine, Kontrabass
- Quasi un amore (2002), Flöte, Gitarre
- Quasi una sarabanda (2008), Klarinette, Fagott, Horn, 2 Violinen, Viola, Cello, Kontrabass
- Klarinettenquintett (2011)
- Rhapsodic Bowing (2012), 8 Celli
- Nine Looks at Pierrot (2013), Flöte/Piccolo, Klarinette/Bass-Klarinette, Violine, Cello, Klavier
- Quasi una storia (2014), 8 Violinen, 2 Violen, 2 Celli, Kontrabass
- 8 Irish Duets for Cello and Piano (2015)
- Klaviertrio (2016), Viola, Cello, Klavier
- Streichquartett (2016)

Solowerke
- Orgelsonate (1973)
- The Quare Hawk (1974), Flöte
- Hernia (1977), Kontrabass
- Changes (1979), Klavier
- Variations on ‘Caleno costure me’ (1982), Cembalo
- Three Pieces for Solo Clarinet (1987)
- Three Pieces for Guitar (1990)
- Ice-Etchings No. 2 (1996), Cello
- Sweeney's Total Rondo (2002), Klavier
- Variations on ‘A Mháirín de Barra’ (2004), Viola
- Nine Pratoleva Pearls (2008), Klavier
- A Dark Song (2011), Bass-Klarinette
- In the Deep Heart's Core (2011), Harfe
- Snapshot (2012), Cello
- Seven Miniatures for Solo Violin (2013)

Vokalwerke
- Nine Medieval Irish Epigrams (1973), gemischter Chor
- Ceol an Aifrinn (1980) (Messe)
- Gilgamesh (1990), 7 Soli, gemischter Chor, Orchester
- Nine Aspects of a Poem (1989; rev. 2003), gemischter Chor, Violine
- Carraig aonair (1976), Sopran, Alt, Klavier
- Kiesel (1980), Sopran, 2 Violinen, Viola
- Cúig amhráin de chuid Gabriel Rosenstock (1980), Sopran, Violine, Cello, Klavier
- Dán Aimhirgín (1989), Sopran, Viola, Bass-Klarinette, Klavier
- Mad Sweeney / Buile Suibhne (1998), Flöte/Piccolo/Altflöte, Oboe, Klarinette/Bass-Klarinette, Horn, Percussion, Violine, Viola, Cello, Kontrabass, Sprecher
- Quasi una melodia (2001), Sopran, Tenor-Saxofon, Viola, Marimba, Klavier
- Quasi un pizzicato (2004), Flöte, Harfe, Klavier, Percussion, Sprecher
- The Light Gleams (2006), Sopran, Bass-Klarinette, Violine, Cello
- Four Orchestral Prayers (2006), Mezzo, Orchester
- Five Lieder (2010), Tenor, Klavier
- Songs of Terror and Love (2011), Bass, Flöte/Piccolo/Altflöte, Klarinette/Bass-Klarinette, Klavier, Violine/Viola, Cello
- Eight Haikus (2012), gemischter Chor
- My Alto Rhapsodies (2014), Alt, Orchester
- An Irish Christmas Carol (2014), gemischter Chor

Elektro-akustische Musik
- Balthazar's Dream (1980)
- Farewell Symphonies (1982), mit Sprecher & Orchester
- Sweeney's Vision (1997)
- Quasi una missa (1999)
- Tradurre – Tradire (2005)

## Diskografie
- Piano Trio; The Quare Hawk; String Quartet No. 1; Gestures of Sound and Silence, Mythologies, mit Hesketh Trio, Madeleine Berkeley (Fl), Testore Quartet, Aisling Drury-Byrne (Vc), Frank Corcoran (Kl), Roger Doyle (Perc), auf: Self Help 101 (LP, 1980).
- Mikrokosmoi, mit Irish Chamber Orchestra, Fionnuala Hunt (Ltg.), auf: Black Box Music BBM 1013 (CD, 1998).
- Symphonies No. 2, 3, and 4, mit National Symphony Orchestra of Ireland, Colman Pearce (Ltg.), auf: Marco Polo 8.225107 (CD, 1999).
- Mad Sweeney; Music for the Book of Kells; Wind Quintet; Sweeney's Vision, mit Das Neue Werk NDR Ensemble, Percussion Modern, Stuttgart Wind Quintet, auf: Black Box Music BBM 1026 (CD, 1999).
- Trauerfelder, mit Modern Percussion, Joachim Winkler (Ltg.), auf: Hochschule für Musik und Theater Hamburg [ohne Kat.-Nr.] (CD, 2000).
- Quasi una missa; Piano Trio; Balthasar's Dream; Five Rosenstock Lieder; Wind Quintet No. 3; Sweeney's Farewell, mit Hesketh Trio, Sabine Sommerfeld (Sopran), Hamburg Trio, Daedalus Quintet, auf: col legno WWE 1CD 20214 (CD, 2003).
- Sweeney's Smithereens; Five Trauerfelder; Tradurre - Tradire; Concert for String Orchestra; Five Songs Without Words, mit Ensemble für Neue Musik München & Dieter Cichewicz (Ltg.), Percussion-Ensemble München & Dieter Cichewicz (Ltg.), Die Maulwerker & Electronik, Irish Chamber Orchestra & David Robertson (Ltg.), Das Neue Werk NDR Ensemble & Dieter Cichewicz (Ltg.), auf: Composers Art Label cal-13017 (CD, 2003).
- Quasi una visione; Ice-Etchings No. 2; Quasi un concerto; Quasi Variations on ’A Mhárín de Bharra‘; Quasi un pizzicato; Quasi Aspects of an Irish Poem, mit Ensemble Modern & Sian Edwards (Ltg..), David Stromberg (Vc), Cantus Kammerorchester & Beroslaw Sipus (Ltg.), Wireworks Ensemble & René Gulikers (Ltg.), National Chamber Choir & Celso Antunes (Ltg.), Constantin Zanidache (Va), auf: Composers Art Label cal-13021 (CD, 2006).
- Cello Concerto; Rhapsodietta Joyceana; Rhapsodic Bowing; Duetti Irlandesi, mit Martin Johnson (Vc), Fergal Caulfield (Kl), RTÉ National Symphony Orchestra, Gavin Maloney (Ltg.), auf: RTÉ lyric fm CD 154 (CD, 2017).